# Cryptoblepharus gloriosus
Espèce
Synonymes
- Ablepharus gloriosus Stejneger, 1893
- Cryptoblepharus boutonii mayottensis Mertens, 1928
- Cryptoblepharus boutonii mohelicus Mertens, 1928
- Ablepharus boutonii gloriosus Stejneger, 1893
- Cryptoblepharus mayottensis Mertens, 1928
- Cryptoblepharus mohelicus Mertens, 1928

Statut de conservation UICN

 VU D2 : Vulnérable
Cryptoblepharus gloriosus est une espèce de sauriens de la famille des Scincidae.

## Répartition
Cette espèce se rencontre :
- dans les îles Glorieuses ;
- dans l'archipel des Comores sur les îles de Mayotte et de Mohéli.

## Liste des sous-espèces
Selon The Reptile Database (9 août 2012) :
- Cryptoblepharus gloriosus gloriosus (Stejneger, 1893) - îles Glorieuses
- Cryptoblepharus gloriosus mayottensis Mertens, 1928 - Mayotte
- Cryptoblepharus gloriosus mohelicus Mertens, 1928 - Mohéli

## Publications originales
- Mertens, 1928 : Neue Inselrassen von Cryptoblepharus boutonii (Desjardin). Zoologischer Anzeiger, vol. 78, p. 82-89.
- Stejneger, 1893 : On some collections of reptiles and batrachians from East Africa and the adjacent islands, recently received from Dr. W. L. Abbott and Mr. William Astor Chanler, with descriptions of new species. Proceedings of the United States National Museum, vol. 16, p. 711-741 (texte intégral).